# 格伦多拉 (怀俄明州)
格伦多拉（英語：Glendo）是美国怀俄明州普拉特县下属的一座城鎮。该鎮的人口在2000年为229人，2010年有205，2011年则估计有207人。